# Martin Balluch
Martin Balluch (Viena, 12 de octubre de 1964) es un físico y filósofo austriaco, prominente activista de los derechos de los animales.

## Vida
Fue el cofundador de la Sociedad Vegana Austríaca en 1999, y fue presidente de la Asociación Austriaca contra las Factorías de Animales (Verein Gegen Tierfabriken) desde 2002. El filósofo Peter Singer llamó a Balluch «uno de los principales portavoces en todo el mundo del movimiento de los derechos de los animales por proporcionar la vía no violenta y democrática a la reforma». Fue invitado a participar como candidato del Partido Verde en septiembre de 2008.
Balluch es notable por su papel en persuadir al parlamento austríaco en 2004 para añadir una cláusula a la constitución del país sobre los animales no humanos, que ahora dice: «El Estado protege la vida y el bienestar de los animales en su responsabilidad para ellos como los compañeros de la humanidad». También ayudó a establecer «los abogados de animales» en cada provincia, que están facultados para iniciar procedimientos judiciales en nombre de los animales y fue destacado en la campaña para prohibir las granjas de baterías de pollos, como resultado de la cual las granjas en batería serán en Austria después del 1 de enero de 2009.
El 21 de mayo de 2008, Balluch fue uno de los diez líderes de los grupos animalistas austríacos que fueron encarcelados sin cargos bajo una ley encaminada al crimen organizado. La corte recomendó que los activistas fueran retenidos hasta septiembre. Balluch respondió iniciando una huelga de hambre, que resultó en que lo alimentasen artificialmente. Fue liberado el 3 de septiembre de 2008.

## Primeros años y carrera
Balluch nació en Viena el 12 de octubre de 1964. Obtuvo diplomas en matemáticas y astronomía por la Universidad de Viena en 1986 y 1987, y su PhD en física por la Universidad de Heidelberg en 1989. Promoción en la Universidad Ruprecht Karl de Heidelberg en 1989 (magna cum laude). Desde 1990 hasta 1997 tomó parte en el Grupo de Dinámicas Atmosféricas del Departamento de Matemáticas Aplicadas y Física Teorética de la Universidad de Cambridge. La segunda Promoción fue dada en filosofía el año 2005 sobre asuntos de ética animal. Trabajó durante 12 años como profesor e investigador en las universidades de Viena, Heidelberg y Cambridge, antes de abandonar el mundo académico en 1997 para convertirse en un defensor a tiempo completo de los derechos de los animales.

## Defensa de los derechos de los animales
Balluch se volvió activo dentro del movimiento de los derechos de los animales en 1985, moviéndose a la defensa a tiempo completo en 1997 cuando estaba en Cambridge.
Fue uno de los dos manifestantes que se subieron a la Great St Mary's Church en Cambridge en noviembre de 1998 en apoyo del activista de los derechos de los animales Barry Horne, que pasó 68 días en huelga de hambre en un esfuerzo infructuoso para que el gobierno iniciara una Comisión Real sobre los ensayos con animales
En un artículo en In Defense of Animals: The Second Wave, de Peter Singer, este afirma que en Austria se ha conseguido una legislación que protege a los animales que está entre las más avanzadas del mundo. Atribuye la efectividad del activismo a un esfuerzo unido entre los grupos animalistas, que en cualquier otra parte están a menudo divididos por la ideología y los argumentos sobre tácticas. La primera conferencia sobre derechos de los animales austríaca fue celebrada en Viena en 2002, unida a una conferencia de prensa, que, escribe, marcó el inicio de una campaña para cambiar la ley.
En 2006, hubo una prohibición de las granjas de pollos en batería, una prohibición sobre el comercio de perros y gatos en tiendas de mascotas, la prohibición de la exhibición pública de los perros y gatos para su venta. Es contrario a la ley matar un animal sin una buena causa, los refugios que sacrifican animales son ilegales. Cada provincia debe nombrar un "abogado de animales", financiado por el estado. Los abogados pueden tomar medidas en nombre de cualquier animal, y se les debe mantener informados acerca de los ensayos que involucren animales. Cuando la policía o los fiscales sean conscientes de infracciones de la legislación de animales, ahora están obligados por ley a actuar. Cada dos años, el Gobierno debe redactar un informe sobre los avances realizados en la protección de los animales. Un "comité de protección de los animales" se ha creado, con un miembro elegido por los grupos de defensa de los animales. El uso de animales salvajes en los circos está prohibido. Y la siguiente declaración se ha añadido a la Constitución: "El Estado protege la vida y el bienestar de los animales debido a la especial responsabilidad de la humanidad con respecto a los animales como sus semejantes."

## Detención

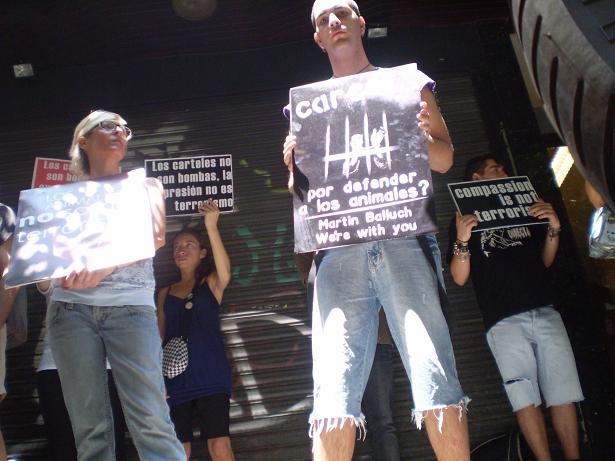
Activistas protestando por el encarcelamiento de los defensores de los derechos de los animales austriacos.

El 21 de mayo de 2008, diez activistas de diferentes asociaciones en toda Austria fueron detenidos por la policía. Hubo confiscaciones oficiales y amplios registros domiciliarios. El procesamiento penal los acusó de haber constituido desde el año 2000 una organización criminal, una célula del Frente de Liberación Animal. Esta organización es acusada de haber provocado dos incendios, violado propiedad de consorcios de alimentos, de vestidos, agricultivos o de farmacia. El procesamiento no adjudicó ninguna actuación punible a ninguna persona concreta. De todos modos esto no es necesario para la ley austríaca. Esto fue criticado intensamente por organizaciones civiles austríacas, tanto a nivel nacional como internacional, que afirmaban que la sección del código penal que habían aplicado, la § 278a, constituía una violación de derechos civiles básicos por parte del estado.
También fue criticada toda la operación contra los activistas por personalidades como la Premio Nobel de Literatura Elfriede Jelinek, que afirmó que «encontraba estas brutales acciones contra gente fuera de sospecha escandalosas», y la organización Amnistía Internacional.
El 2 de septiembre de 2008 fue dejado libre junto con el resto de los cautivos a través de una orden por el Oberlandesgericht Wien. Un día antes el partido verde anunció la candidatura simbólica de Balluch en su lista en la posición 16, donde no tiene oportunidades realistas de acceder al Nationalrat (Consejo Nacional de Austria, equivalente al Parlamento).

## Publicaciones
- Stabilität protostellarer Akkretionsstroemungen.[19] Tesis doctoral de física, Universidad de Heidelberg, 1989.
- Die Kontinuität von Bewusstsein. Das wissenschaftliche Argument für Tierrechte.[20] Tesis doctoral de filosofía. Guthmann-Peterson, Viena 2005. ISBN 3-900782-48-2.